# Jaskinia Harda

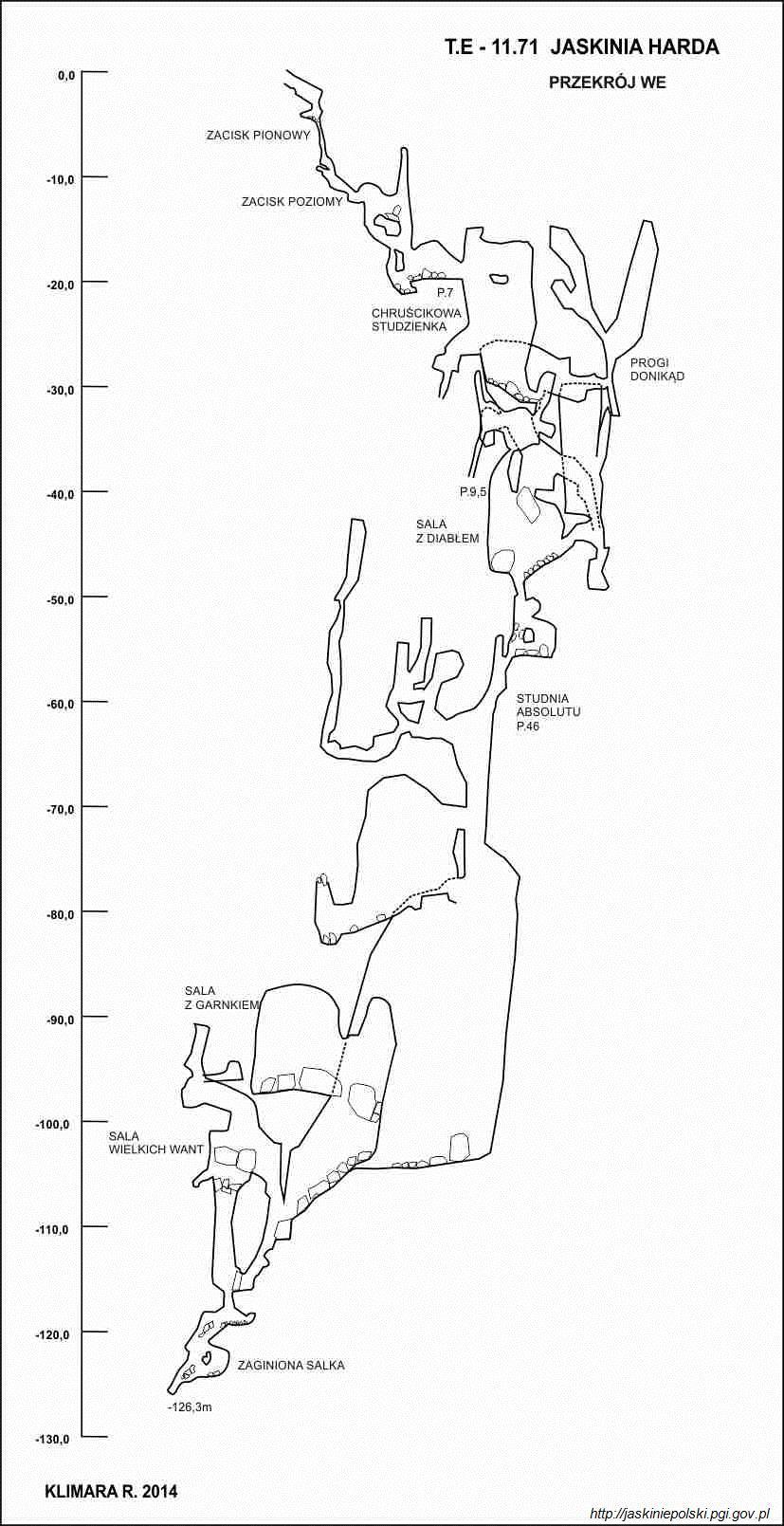
Przekrój jaskini

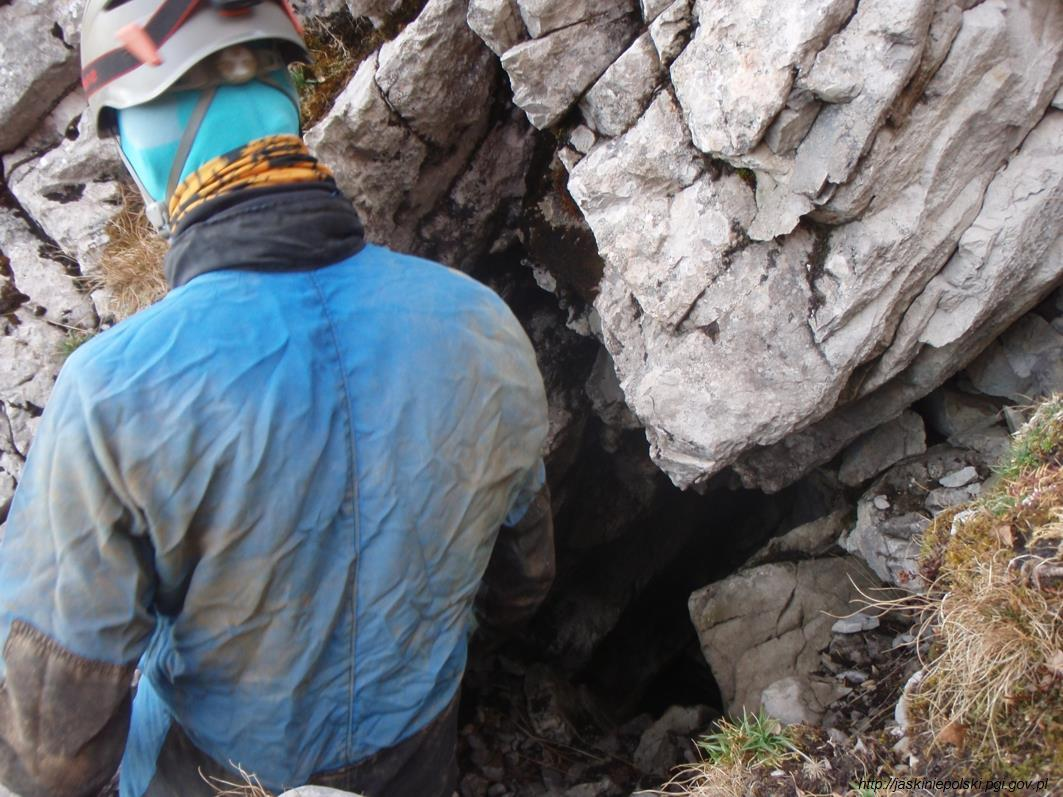
Otwór jaskini

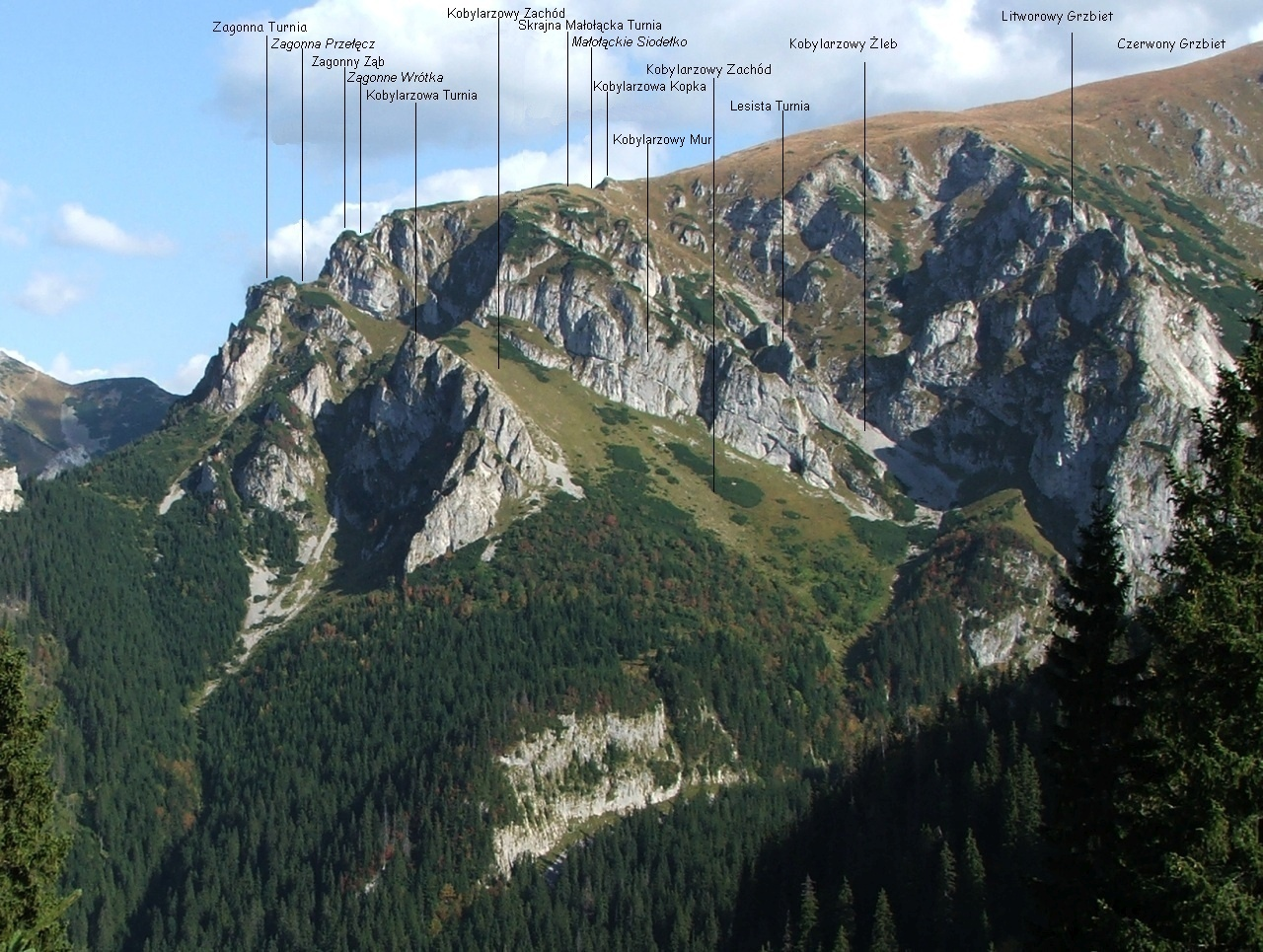
Małołączniak. Po prawej skaliste zbocza Litworowego Grzbietu

Jaskinia Harda – jedna z najdłuższych i najgłębszych jaskiń odkrytych w ostatnich latach w polskich Tatrach. Jej badania trwają nadal. Dotychczas długość zbadanych korytarzy wynosi 578 metrów, a głębokość około 126 metrów. Wejście do jaskini znajduje się w Litworowym Grzbiecie w masywie Małołączniaka w Dolinie Miętusiej w Tatrach Zachodnich na wysokości 1665 metrów n.p.m.

## Opis jaskini
Z niewielkiego otworu idzie się do niedużej salki, a następnie przez dwie szczeliny (Zacisk Pionowy i Zacisk Poziomy) dochodzi się do pionowego ciągu jaskini. Stąd, mijając boczne i ślepe odgałęzienia, zjeżdża się Chruścikową Studzienką (7 metrów głębokości) do sali, z której meander prowadzi do Studni na Zakręcie (w bok odchodzi boczny ciąg prowadzący przez pochylnię do ciasnej rury). 
Z dna Studni na Zakręcie dochodzi się do Sali z Diabłem, z której odgałęzia się kilka ciągów. Jeden to kilkumetrowy meander, drugi biegnie do dużego komina, trzeci idzie po dużych wantach do korytarza Progi Donikąd, który kończy się szczelinami. 
Główny ciąg wiedzie natomiast przez ciasne zawalisko do niewielkiej salki, w której zaczyna się Studnia Absolutu (46 metrów głębokości). Z salki odchodzi też korytarz idący do Kwadratowego Komina zakończonego szczeliną. Z dna Studni Absolutu można dostać się do Sali z Garnkiem lub przez próg iść do Sali Wielkich Want. Z tej sali przez ciasne zawalisko dociera się do Sali za Płytą. Odbiega stąd studzienka prowadząca do Zaginionej Salki i kolejnych studzienek kończących się szczelinami. Znajduje się tu obecnie najniższy punkt jaskini.

## Przyroda
W jaskini można spotkać nacieki grzybkowe. Dno w wielu miejscach zasłane jest dużymi blokami skalnymi (Sala z Diabłem, Studnia Absolutu, Sala z Garnkiem, Sala Wielkich Want, Progi Donikąd). W początkowej części jaskini oraz w rejonie Kwadratowego Komina znaleziono liczne odłamki granitoidów.
W jaskini w kilku miejscach występuje deszcz podziemny (Sala z Diabłem, Sala z Garnkiem).

## Obecność w mediach
W latach 2012–2014 w jaskini realizowane były zdjęcia do filmu „Harda” (ang. The Tough) w reżyserii Marcina Polara. Film miał światową premierę na festiwalu Sundance Film Festival 2019 w kategorii dokumentalnych filmów krótkometrażowych. Pokazywany był na międzynarodowych festiwalach blisko 30 razy, zdobywając 5 nagród (2019–2023). 

## Historia odkryć
Jaskinia została odkryta w sierpniu 2011 roku przez Wojciecha Kuczoka, K. Lipkę i Jarosława Surmacza. W tym samym miesiącu, po udrożnieniu wejścia, Rafał Klimara, Sebastian Korczyk, Wojciech Kuczok i Jarosław Surmacz dotarli do Chruścikowej Studzienki.
Za odkrycie Jaskini Hardej i Jaskini Niedźwiedziej Górnej Wojciech Kuczok, Rafał Klimara, Marek Pawełczyk i Jarosław Surmacz otrzymali wyróżnienie w konkursie Kolosy 2012.